# Abutilon sandwicense
A Abutilon sandwicense  é uma planta Malvales da família Malvaceae. É nativa das florestas e matagais presentes na ilha do Havaí-EUA, portanto é endêmica. É um arbusto consideravelmente grande, chegando a medir cerca de 6 metros de altura.O número de indivíduos está caindo drasticamente, estima-se que a população total é de 200 á 300 arbustos. Isso se deve, principalmente a pecuária, espécies e doenças exóticas , avalanches, secas, etc, mesmo havendo reintroduções conscientes da espécie na natureza.
Também dá as maiores flores de seu gênero. Elas ocorrem principalmente na primavera e inverno, podendo sofrer uma variação colorau: Castanho, verde, branco, vermelho, laranja, amarelo, dentre outros.